# Cancioneiro do Niassa
O Cancioneiro do Niassa é uma colectânea de fados e canções centrados na vida dos militares portugueses colocados na região do Niassa, Moçambique durante a Guerra Colonial nos finais da década de 1960. Constituem maioritariamente adaptações das letras de melodias em voga na altura e retratam uma visão humorística e sarcástica da própria guerra.
As letras foram elaboradas essencialmente pelos próprios militares tendo sido efectuadas algumas gravações privadas que foram circulando rápida e clandestinamente entre os militares de outras zonas da guerra.